# Dorota Kiewra
Dorota Kiewra – polska biolog, dr hab. nauk biologicznych, profesor uczelni i kierownik Zakładu Ekologii Drobnoustrojów i Akaroentomologii Wydziału Nauk Biologicznych Uniwersytetu Wrocławskiego.

## Życiorys
18 listopada 2004 obroniła pracę doktorską Dynamika populacji kleszczy pospolitych (Ixodes ricinus L.) w Masywie Ślęży i ich wektorowa rola w boreliozie z Lyme, 24 września 2015 habilitowała się na podstawie pracy zatytułowanej Ocena wektorowej roli kleszczy Ixodes ricinus L., 1758 (Acari, Ixodidae) w transmisji krętków Borrelia burgdorferi s.l na terenie Polski, ze szczególnym uwzględnieniem Dolnego Śląska. Jest członkiem Rady Dyscypliny Naukowej - Nauk Biologicznych Uniwersytetu Wrocławskiego.
Awansowała na stanowisko profesora uczelni i kierownika w Zakładzie Ekologii Drobnoustrojów i Akaroentomologii na Wydziale Nauk Biologicznych Uniwersytetu Wrocławskiego.